# Firmino Rocha
Firmino Rocha (Itabuna, 7 de junho de 1910 - Ilhéus, 1 de julho de 1971) foi um poeta brasileiro.

## Biografia
Cronologicamente ligado à segunda geração do Modernismo baiano, Firmino apresenta como marcas de estilo o lirismo e o misticismo. Seu poema mais conhecido é Deram um fuzil ao menino, um protesto pacifista contra a Segunda Guerra Mundial.
"Ilhado em sua cidade do interior, de maneira  heróica e santa assume o lado do sonho, da loucura iluminada, para  escutar os frêmitos de todos os mistérios”, escreveu sobre ele o também poeta Cyro de Mattos.
Publicou os livros O canto do dia novo (1968) e Momentos, além de diversas obras de literatura de cordel. Em 2008, alguns de seus poemas foram reunidos na coletânea Firmino Rocha; poemas escolhidos e inéditos, organizada pelo professor Flávio Simões, publicada pela Via Litterarum.
Em homenagem ao poeta, a Fundação Itabunense de Cultura e Cidadania (FICC) promove periodicamente o Festival Multiarte Firmino Rocha.